# Tin Man
Tin Man è un brano musicale del gruppo musicale pop rock America, pubblicato nel 1974 come primo singolo per il loro quarto album, Holiday. Fu scritto dal membro Dewey Bunnell e prodotto da George Martin. Il singolo contiene sul lato B In the Country. La canzone raggiunse la quarta posizione nella Billboard Hot 100.

## Storia
Il titolo della canzone ed una parte del suo testo sono riferiti all'uomo di latta (in lingua inglese noto come Tin Man), uno dei personaggi del romanzo per ragazzi Il meraviglioso mago di Oz. Dewey Bunnell, cantautore e membro degli America, ne parlò a proposito: «Penso sia il mio film preferito. L'ho sempre amato da bambino. Testi molto oscuri. Ottima grammatica - 'Oz non diede mai nulla all'uomo di latta. È una sorta di licenza poetica».
Pubblicato come primo singolo da Holiday, "Tin Man" divenne la quarta canzone degli America ad entrare nella top-ten statunitense e nel novembre 1974 raggiunse per tre settimane la 4ª posizione nella Billboard Hot 100. Il brano raggiunse invece il 1º posto nella Billboard Adult Contemporary Chart nell'ottobre dello stesso anno. Nel Regno Unito la canzone fu relegata al lato B di un altro brano, "Mad Dog", pubblicato nel mese di luglio, ma entrambi non ebbero particolare successo.
Fu il primo singolo pubblicato da Holiday nell'autunno del 1974 e divenne un successo, il quarto successo della band nella Top Ten in America, rimanendo al numero quattro della lista Hot 100. In ottobre è arrivato al numero uno della classifica Easy Listening.

## Il testo
That he didn't, didn't already have»
(da "Tin Man", Dewey Bunnell)
Come si deduce dal titolo, "Tin Man" è stato ispirato dal film americano Il mago di Oz del 1939. Quel film infatti era uno dei preferiti dell'infanzia dell'autore del brano Dewey Bunnell. Originariamente voleva che il testo fosse basato sulla trama del film. Ma con il passare del tempo, la composizione era diventata un semplice esercizio con licenza poetica. E ciò significa che, in parole povere, ha praticamente gettato la coerenza narrativa fuori dalla finestra. Quindi quello che abbiamo in realtà è un pezzo surrealista anch'esso ispirato all'era psichedelica degli anni '60. In effetti, anche legendo la spiegazione dell'autore, si potrebbe rimanere ancora più confusi. Tutto sommato è abbastanza chiaro che questa canzone vuole essere auto-interpretativa, o fare aprire gli occhi o espandere la mente e guardare le cose in modo diverso, come aveva spiegato Bunnell.
Ma, molto probabilmente, Bunnell e la band erano più preoccupati di perdere una traccia che suonava bene, per una che avesse necessariamente un senso.
Lo stesso Dewey Bunnell aveva dichiarato che "Tin Man" era il risultato di abbozzi di pensieri e tematiche che stava cercando di mettere insieme in una sorta di mosaico. Ma non c'era un filo conduttore.
Secondo Paul Zollo, Tin Man è la canzone più enigmatica mai realizzata dagli America, se non fosse per A Horse with No Name, che rimane un serio contendente per questa distinzione.